# كورنيليا مانيكوفسكي
كورنيليا مانيكوفسكي Cornelia Manikowsky (ولدت في هامبورغ في ديسمبر 1961) هي كاتبة قصصية ألمانية.

## حياتها
درست كورنيليا مانيكوفسكي التاريخ وعلوم اللغة الألمانية وآدابها وكذلك علم النفس في جامعة هامبورغ.
وقد بدأت نشر كتاباتها في عام 1988. وهي تكتب القصص وكتب الأطفال والمقالات الصحفية.

## أعمالها
1. امرأة وشاب 1991
2. روزا روزا 1996
3. أصوات الصيف 2002

## مواقع خارجية
- http://www.tuschen-design.de/hoege/web/showArtist.php-artistID=243.htm
- http://www.lyrikwelt.de/autoren/manikowsky.htm